# أبو جلال (الدوادمي)
أبو جلال، هي قرية من فئة (أ) تقع في محافظة الدوادمي، والتابعة لمنطقة الرياض في السعودية. وتبعد أبو جلال عن محافظة الدوادمي بمسافة تقارب (130) كم.